# Cladotanytarsus acinatus
Cladotanytarsus acinatus är en tvåvingeart som beskrevs av Datta, Mazumdar och Chaudhuri 1992. Cladotanytarsus acinatus ingår i släktet Cladotanytarsus och familjen fjädermyggor.
Artens utbredningsområde är West Bengal (Indien). Inga underarter finns listade i Catalogue of Life.